# Jordan Casanova
Jordan Casanova (sinh ngày 30 tháng 4 năm 2004) là một cầu thủ bóng đá người Belize hiện đang thi đấu ở vị trí hậu vệ cho câu lạc bộ San Pedro Pirates.

## Thống kê sự nghiệp

### Quốc tế
Tính đến 31 tháng 12 năm 2021
| Đội tuyển quốc gia | Năm       | Trận | Bàn thắng |
| ------------------ | --------- | ---- | --------- |
| Belize             | 2021      | 1    | 0         |
| Tổng cộng          | Tổng cộng | 1    | 0         |